# Lichenoconium parasiticum
Lichenoconium parasiticum är en lavart som beskrevs av D. Hawksw. 1977. Lichenoconium parasiticum ingår i släktet Lichenoconium, divisionen sporsäcksvampar och riket svampar.   Inga underarter finns listade i Catalogue of Life.